# Valencià alacantí
El valencià alacantí o alacantí és el subdialecte del valencià que es parla a les Comarques del Sud del País Valencià -amb l'excepció de la Marina Baixa i la població de la Torre de les Maçanes-, també a la Foia de Castalla, al sud de l'Alcoià, i al Carxe.
Durant el segle XIX i meitat del segle XX la revista El Tio Cuc usà el terme alacantí, en la forma arcaica alicantí, com a glotònim de la llengua parlada a la ciutat.
És conegut per l'ús del castellanismes lèxics com astò (<esto, açò) i sintàctics com ha-hi (<hay, hi ha), per arcaismes com naxtre (nàixer o néixer) i la caiguda de la -D- intervocàlica en mots com caïra (cadira).

## Estatus de subdialecte
En la majoria de tractats de dialectologia, com la divisió propugnada per Joan Veny i l'Institut d'Estudis Catalans o la de Jordi Colomina, se'l considera una variant o subdialecte del valencià meridional. Alguns, com els professors de català de la Universitat d'Alacant Carles Segura i Brauli Montoya Abat, defenen que és un subdialecte d'igual rang que el valencià meridional o central.

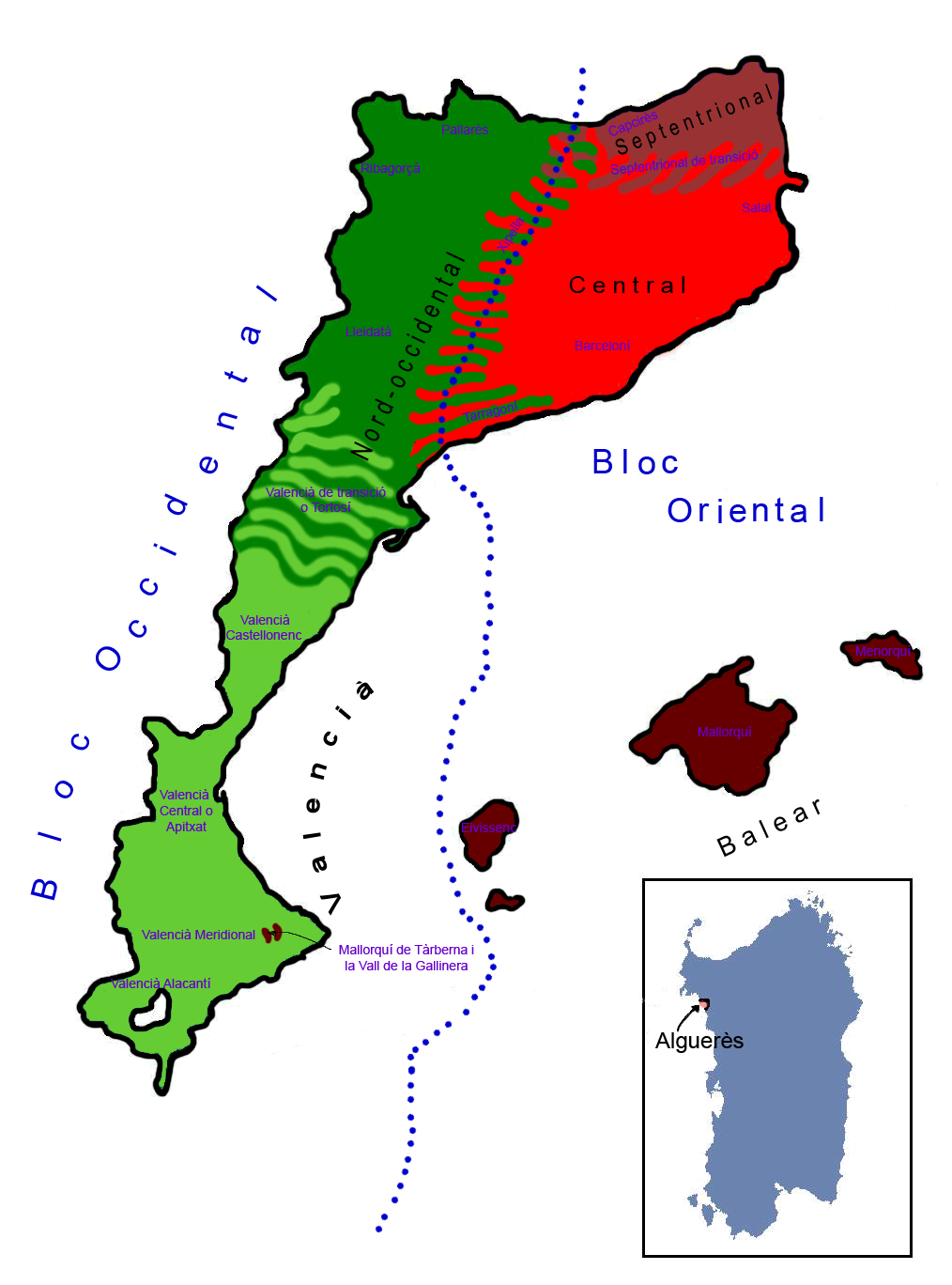
Dialectes del català

## Extensió geogràfica
El límit meridional i occidental és el del català respecte del castellà: els rius Segura i el Vinalopó. A l'est, limita amb la mar mediterrània.
El límit septentrional -amb el valencià meridional- és difús, ja que depén del tret diferencial o isoglossa que es considera. En termes generals, abasta el territori al sud de la línia Biar-Busot, terme que descriu la frontera amb Castella fixada en el Tractat d'Almizra de 1244. Per tant, és producte del repoblament del nord del Regne de Múrcia després de la seua conquesta el 1265-1266 i incorporació definitiva al Regne de València el 1304-1305. Este territori, que Sanchis Guarner afirmà que restava al marge del domini musulmà durant un temps com a estat autònom sota Teodomir d'Oriola, passà a constituir dins una divisió administrativa anomenada Governació d'Oriola. Segons l'Atles Lingüístic Valencià, els darrers pobles parlants de l'alacantí serien la Canyada, Biar, Tibi, Xixona, Busot, Aigües i el Campello.

## Regressió històrica
Històricament, el català, en forma de valencià alacantí, abastava tota la vall del Vinalopó (llevat de Villena i Saix) i l'Horta d'Oriola, zones que en gran part han passat a ser castellanoparlants. Esta regressió portà a la desaparició de la llengua al Baix Segura, tret de Guardamar, i a l'aparició dels illots castellanoparlants d'Elda i Asp-Montfort.
L'ús del castellà d'estes poblacions tradicionalment s'adjudicava a una divergència en la procedència dels repobladors després de la conquesta del segle xiii, però modernament es postula que es deu a un repoblament més recent, després de l'expulsió dels moriscos el 1609; esta tesa es reforça amb la documentació que es parlava català a Oriola fins al segle xvi i castellà des d'almenys el segle xviii. D'esta manera, mentre que molts pobles fronterers passaren a ser castellanoparlants, d'altres es feren catalanoparlants de forma definitiva (Crevillent, Petrer).
Per contra, Villena i Saix formaven part de Castella fins a l'adveniment de la província d'Alacant el 1836 i, per tant, mai han sigut catalanoparlants.

## Regressió moderna
El creixement de les ciutats més aviat castellanoparlants (Elda, Alacant, Oriola), sobre les poblacions encara catalanòfones (Petrer, Santa Pola, Barba-roja) al llarg del segle XX crea una dinàmica demogràfica desigual entre les dues llengües, semblant al que passa a la resta del territori catalanoparlant.
El valencià alacantí és el dialecte que té el nombre de parlants que la identifiquen com a llengua primera més baix (0-20 %; a les Comarques Centrals és de 41-50 %). És alhora una de les poques regions on la tendència és negativa. Esta tendència a l'extinció lingüística sembla confirmada per Colomina, qui al 1985 no pogué trobar catalanoparlants de 20-30 anys a la ciutat d'Alacant.
Per contra, l'Enquesta d'ús i coneixement del valencià del 2015 -que hi inclou la Marina Baixa però en segrega els municipis castellanoparlants- trobà que el 44 % el poden parlar i el 66 % l'entenen (contra un 56 % i un 77 % a totes les comarques valencianoparlants). Tanmateix, l'usen de forma general o sempre a casa un 10 % i amb desconeguts un 5 % (contra un 29 % i un 17 % a tot el territori valencianoparlant).
Junt amb les comarques valencianes septentrionals, és la regió que té menys confiança o estima pel valencià: un 17 % considera que s'hauria d'usar menys, contra un 35 % que voldria que s'usara més.

## Característiques generals

### Morfosintaxi
- Com al meridional, l'article plural, tant masculí com femení, esdevé "es" davant paraula començada per consonant: es bous i es vaques;[10] però pren les formes els, les davant mots començats per vocal: els alacantins i les alacantines.[6][3]
- Els pronoms febles es mantenen plens, com a gran part del País Valencià.[3]
- Castellanització del pronom feble li (di-li-ho) per se (di-se-ho).[3] Este tret apareix tan sols en la població jove de les localitats valencianoparlants que emigra a grans poblacions on majoritàriament es parla el castellà. Per exemple, un jove provinent de Xixona que residix a Alacant.

### Fonètica
- Absorció de la i [j] a l'aplec -ix-: [ˈkaʃa] (caixa).[3] Un tret compartit amb la Safor i la Marina Alta.[3][11]
- Pas del diftong [ɔw] a [aw]: [baw] (bou), [aw] (ou), [paw] (pou).[3]
- La caiguda de la -D- intervocàlica present en el conjunt del valencià (cridà per cridada) s'estén al sufix -uda: grenyua (grenyuda), vençua (vençuda). Arbitràriament passa el mateix amb altres paraules: roa (roda), caïra (cadira), poer (poder), cony (codony), puent (pudent).[3] Al Baix Vinalopó, Novelda i Guardamar, quasi tota -d- intervocàlica és elidida, mentre que és poc habitual al nord del dialecte (la Torre de les Maçanes, l'Alt Vinalopó, el Pinós).[3] És un dels trets més definitoris del valencià alacantí segons Sanchis Guarner i Colomina.[3] Notablement, és un fenomen que reapareix en el castellà de Villena.[3]
- La caiguda de la -S- intervocàlica en paraules terminades en -esa: vellea (vellesa), fortalea (fortalesa), riquea (riquesa), fenomen que compartix amb el valencià general. La normativa de l'Acadèmia Valenciana de la llengua accepta estes formes en la seua gramàtica[12] i el seu diccionari normatiu,[13][14][15] juntament amb les acabades en -esa.
- La -R final s'elidix molt sovint (flo per flor, se per ser, dormí per dormir etc.), semblantment al que passa en el conjunt del català però no a la zona entre Castelló de la Plana i Alcoi.[3] La teoria predominant és que la pèrdua de la -R es produiria més enllà del segle xv en sintonia amb el català més amunt de Castelló, però que no s'hauria consolidat al Vinalopó Mitjà fins al segle xix (Sanchis Guarner, Badia, Giner, Colomina); només hi discrepa Griera (1933), que arguïx que la -R final al valencià central i meridional és una innovació i que, per tant, l'elisió de -R final en l'alacantí seria un cas de conservadorisme lingüístic.[3]
- Com al valencià castellonenc i el valencià de transició, existix la palatalització del grup "tz": setze ['sedze] > ['seddʒe], però per contra dels altres parlars, quan es fa esta palatalització, hi ha una geminació que fa distingible "setze" ['seddʒe] a "setge" ['sedʒe].[3]
- Com al valencià meridional (i especialment a la Marina Alta, la Safor, la Costera, la Vall d'Albaida i el sud de la Ribera),[16] existix una harmonia vocàlica amb les -a finals quan la síl·laba anterior té una vocal oberta. Existix de dos tipus d'harmonia: 
  - [-ɔ] quan hi ha [ɔ] (dona > ['dɔ·nɔ]).
  - [-ɛ] quan hi ha [ɛ] (terra > ['tɛ·rɛ]).

### Lèxic
- L'ús de l'adverbi de lloc aquí (en comptes del valencià general ací) per al primer grau de distància[17] i existix el demostratiu astò que ha substituït el general i normatiu açò.
- Existix un grau prou alt de castellanismes, més que la resta de subdialectes, i especialment fora del Camp d'Alacant (és a dir, la zona més acostada a Castella):[3] ha hi (cf. castellà hay) per hi ha (i havia per hi havia),[3] llimpiar per llavar (netejar, fer net), sacar per traure (a Guardamar, Agost i el Baix i Mitjà Vinalopó),[3] llevar per portar,[3] assul per blau (però no a Crevillent, Santa Pola i Guardamar),[3] niebla per boira, mueble per moble,[3] mantxa per taca,[3] etc. La majoria dels quals, innovacions del segle xix, segons Colomina.[3]
- Per contra d'estos castellanismes, a la Vall del Vinalopó (incloses Elx, Crevillent, Guardamar i Santa Pola) es conserven els adverbis "abans", "ans" i "denans" substituïts a la resta del valencià pel castellanisme antes. També s'hi conserva l'adverbi "dintre" alternat amb "dins", així com la preposició clàssica "devers" articulada [de'ves].